# 男子音乐组合

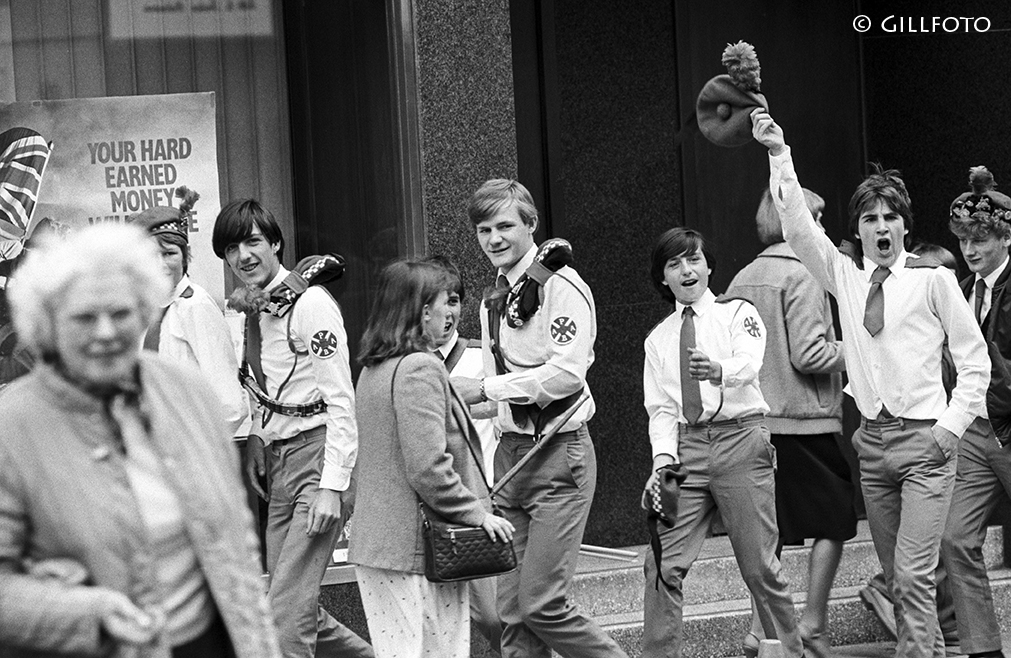

男孩團體（直译：「男子乐队、男子团体 / 组合」，簡稱：男團）大致定義為（成立時）十幾歲或二十幾歲年輕男歌手們組成，針對女孩市場演唱情歌的演唱團體。許多男孩團體在唱歌的同時也跳舞，表演通常經過精心設計編排，音樂類型較為主流和大眾化，尤其K-pop會迎合時下流行趨勢改變造型，MV用色繽紛，佈景特效精緻華麗。
英語「Boy band」一詞易引起誤解，因為大部分的男孩團體不演奏樂器（有例外），且有的成員在團體成立時已經二十幾歲。
在歐美，有些自己組建的這類團體，往往從教會合唱團或福音音樂團體演變而來。相形之下，有很多男孩團體是經由人才經理或唱片製作人舉辦試鏡甄選創建的。由於這一原因和他們普遍針對青春期前孩子、少女追星族或青少年女性聽眾的商業取向，使得"Boy band"這個詞在某些歐美音樂報導變貶義詞。
男團（Boy band）在概念上和他們的同行──女團（Girl group）──相似。

## 歷史
頑童合唱團（The Monkees）一般被認為是第一個男孩團體。電視節目製作人伯特·施奈德（Bert Schneider）和鮑勃·拉菲爾森（Bob Rafelson）受到披頭四電影《一夜狂欢》（英語：A Hard Day's Night）的啟發，製作了一部在1966年播出的《The Monkees》電視劇，舉辦試鏡找來四位演員演出並演唱一些容易上口的流行音樂。戲中衍伸到戲外，由這四位演員組成的同名音樂團體“頑童合唱團（The Monkees）”也於1966年成立，並在1970年解散，而「The Monkees」後來也常被用來形容成立於1990年代前的男孩團體。1960年代的海灘男孩（The Beach Boys）、披頭四（The Beatles）、誘惑合唱團（The Temptations）和比吉斯（The Bee Gees）、積遜五人組（The Jackson 5），與在1970年代相當受歡迎的球風火（Earth, Wind & Fire）被部分人認為也是另一種類型的男孩團體。
莫里斯·斯塔爾在1984年打造的街頭頑童（New Kids on the Block）通常被認為是第一個在商業上取得成功的現代男孩團體，儘管在1990年前這個詞還不存在。史達的想法是將當時節奏藍調的原型利用到流行音樂中。這個模式後來被一些歐洲的經紀人例如尼加·馬丁-史密斯（Nigel Martin-Smith）和路易·華許（Louis Walsh）重新定義，並且佔據當時的英國流行音樂市場。
在美國最具知名度的男孩團體經紀人婁·珀爾曼經營過一些非常成功的團體，比如說新好男孩（Backstreet Boys）以及超級男孩（NSYNC）。英國方面，製作人西蒙·高維爾（Simon Cowell）因為曾經製作過西城男孩（Westlife）而成名。

## 中心概念
男孩團體想在商業上取得成功，團體形象至關重要，藉由管理團體著裝、宣傳材料（經常提供給青少年雜誌）和音樂錄影帶的各個方面來仔細控制形象。一個男孩團體的關鍵要素是順應潮流，這意味著團體符合流行音樂界的最新時尚和音樂趨勢。最常見的是每個團員都會有一些特徵來描寫、例如說人格特質像是「鄰家男孩」、「壞男孩」、或著是「好好先生」等。雖然刻意維持流行歌手形象的這種行為幾乎和流行音樂的歷史一樣老，但是經紀公司對團員的特別呵護，是男孩團體、女孩團體的一種特徵。
在大部分的狀況中，男孩團體的音樂作品通常由負責經營團體的音樂製作人編寫、安排和發布。如果必要，甚至會僱用合音歌手來個別指導團員。
一個典型的男孩團體表演，包括精心編排的舞蹈和成員輪流演唱（雖然有時是預先錄製好的音樂對嘴）。男孩團體通常並不編寫他們自己的音樂，除非團員們願意（例如頑童合唱團和超級男孩）。

## 用辭爭議
「（樂團）」在字典中的定義是一個演奏樂器的團體，因此這個英語名詞的用法頗具爭議，因為大部分的男孩團體並沒有演奏樂器。
同理，广义上的「音乐组合」包含演奏组合，如爵士乐四重奏或管弦乐团；及演唱组合，如合唱团、嘟·喔普组合和无乐器伴奏的人声合唱阿卡贝拉；也包含演奏和演唱一起表演的组合，如流行、摇滚乐队和巴洛克室内乐团。

## 批評
男孩團體因目標市場為年輕女孩和過度包裝而經常遭到批評。基於男團極端公式化的特質，在美國，某些批評常將男孩團體大量發行的流行音樂作品與小說家喬治·奧威爾所寫的反烏托邦小說《一九八四》中的情結作比較；有些人則是將男孩團體當作是種後現代主義和商業主義的研究。

## 在流行文化中的影響
男孩團體不僅經常受到批評，同時也是諷刺的目標。
- 挪威電影《Get Ready to be Boyzvoiced（英语：Get Ready to be Boyzvoiced）》諷刺男孩團體Boyzvoice（英语：Boyzvoice）的支持者和經紀公司。
- 美國劇集動畫《南方公园》中的男孩埃里克·卡特曼（Cartman）組建了一個名叫「指叉（Fingerbang）」的男孩團體。
- 美國饒舌歌手阿姆（Eminem）曾在專輯《The Real Slim Shady》中表示「我對你們這些小男子和女子團體感到噁心、你們只會讓我感到厭煩」。

## 音樂成就
雖然一些男孩團體的支持者對他們的音樂表示瘋狂的支持，但這些男孩團體的銷售成績通常不會維持太久。當支持者（通常是年紀相當小的女生）長大並且改變喜好的音樂類型時，通常會逐漸對這些團體失去興趣。而隨著新世代男孩團體出現會再度吸引新一波年紀相當小的女生瘋狂支持，形成一個循環。
當團體專輯持續暢銷的話，團裡有創作暢銷歌曲能力、或是人氣特別高的成員，可能會一個人暫時或永遠脫離團體（大部分是經紀公司的決策），可以用「單飛」這個詞形容。例如Menudo的瑞奇·馬丁（Ricky Martin）和超級男孩（NSYNC）的賈斯汀 （Justin Timberlake）等。
某些男孩團體在成員步入中年後依然受到歡迎，例如美國的新好男孩、愛爾蘭的西城男孩、臺灣的5566、日本的SMAP、韓國的神話(Shinhwa)、香港的草蜢等等。
中国大陆偶像团体在2016年左右进入爆发增长阶段，许多偶像团体经由选秀综艺产生，例如《燃燒吧少年》和《星动亚洲》分别成团X玖少年團及SWIN男团。同时，日韩造星工业的引入为中国大陆偶像团体走向工业化、国际化创造了条件，中国大陆出现了一批效仿日韩培训制度的经纪公司，“偶像养成”成为中国大陆娱乐产业趋势，甚至与日韩经纪、唱片公司合资合作，在2018年至2021年有了机会，通过爱奇艺、腾讯和优酷三大网络平台自制的偶像男团选秀综艺《偶像練習生》、《青春有你》、《创造营》、《以團之名》及《少年之名》，将旗下练习生或男团推到大众视野。2021年9月2日中国广电总局颁布八条新规，其中「堅決反對唯流量論」和「堅決抵制泛娛樂化」新规下，提到广播电视机构和网络视听平台不得播出偶像养成类节目与坚决杜绝“娘炮”等畸形审美。而就目前发展，這些男團在音樂上的成就暫時無法與日韓相比。

## 最暢銷男孩團體
以下是全球聲稱已銷售超過4000萬張唱片的最暢銷頭10位男團名單：
| 排名 | 名稱              | 國別              | 人數          | 活躍年代                                            | 音樂類型        | 錄音室 專輯 | 聲稱總銷量 （單位：張） |
| ---- | ----------------- | ----------------- | ------------- | --------------------------------------------------- | --------------- | ----------- | ----------------------- |
| 1    | 新好男孩 (Backstreet Boys)       | 美國              | 5 → 4 → 5     | 1993年至今 (29年)                                   | 流行            | 10張        | 1億3千萬                |
| 2    | 奧斯蒙家族合唱團  | 美國              | 5             | 1958年–1980年 (22年)                                | 流行            | 22張        | 7,700萬                 |
| 3    | 積遜五人組 (The Jackson 5)     | 美國              | 5 → 6 → 4     | - 1964年–1990年、 - 2001年、 - 2012年–2013年 (29年) | 流行、 節奏藍調 | 18張        | 7,500萬                 |
| 4    | 街頭頑童 (New Kids on the Block)       | 美國              | 5 → 4 → 5     | - 1984年–1994年、 - 2008年至今 (23年)               | 流行            | 6張         | 7,000萬                 |
| 5    | 灣市狂飆者合唱團  | 英國              | 5             | 1966年–1981年 (15年)                                | 流行            | 16張        | 7,000萬                 |
| 6    | 1世代 (One Direction)          | - 英國、 - 愛爾蘭 | 5 → 4         | 2010年–2016年 (6年，休團中)                         | 流行            | 5張         | 7,000萬                 |
| 7    | 超級男孩 (NSYNC)       | 美國              | 5             | 1995年–2002年 (7年)                                 | 流行            | 4張         | 7,000萬                 |
| 8    | 大人小孩雙拍檔 (Boyz II Men) | 美國              | 5 → 4 → 3     | 1988年至今 (33年)                                   | 節奏藍調        | 11張        | 6,000萬                 |
| 9    | 接招合唱團 (Take That)     | 英國              | 5 → 4 → 5 → 3 | - 1990年–1996年、 - 2005年至今 (22年)               | 流行            | 8張         | 4,500萬                 |
| 10   | 西城男孩 (Westlife)       | 愛爾蘭            | 5 → 4         | - 1998年–2012年、 - 2018年至今 (17年)               | 流行            | 11張        | 4,500萬                 |

## 外部連結
英文
- Boybands Radio （页面存档备份，存于）
- Boy Bands Timeline （页面存档备份，存于）
- LiveAbout's Top 30 Boy Bands of All Time（页面存档备份，存于）
- Billboard's 10 Biggest Boy Bands (1987–2012)（页面存档备份，存于）
- Rolling Stone's The Best Boy Bands of All Time （页面存档备份，存于）
- Us Weekly's 22 Biggest Boy Bands of All Time （页面存档备份，存于）

中文
- 從新好男孩BSB看男孩團體興衰（喀報）（页面存档备份，存于）
- 從KPOP偶像團體看見品牌經營策略 （页面存档备份，存于）